# Eikesdalsvatnet
Eikesdalsvatnet er en sø i Nesset kommune i Møre og Romsdal fylke i Norge. Den ligger 22 moh. og største dybde er 155 m. Søen er lang og smal – cirka 18 km i luftlinje, og har et areal på 23 km², hvilket gør Eikesdalsvatnet til den største sø i Møre og Romsdal.
I sommersæsonen sejler færgen MF Mardøla på Eikesdalsvatnet mellem Øverås i nordenden og Eikesdalen i sydenden.
Vejen langs søen ind til Eikesdalen, fylkesvej 191 Eikesdalsvegen, har vært lukket flere gange på grund af stenskred. I august 2003 blev 70 personer isoleret, da 200 meter af vejen forsvandt på grund af oversvømmelse efter et kraftigt regnskyl. Der er lagt meget arbejde i at sikre vejen, blandt andet fik man bygget Viketunnelen; men dele af vejen er stadig truet af skred.
Eikesdalsvatnet er omkranset af bjerge med toppe mellem 1.500 og 1.800 moh. med bratte bjergsider ned mod Eikesdalsvatnet. Skråningerne omkring søen er dækket af løvskov, deriblandt Nordeuropas største hasselskov.
Eikesdalsvatnet har flere tilløb, blandt andre Aura, som løber gennem Eikesdalen fra Aursjøen. Det mest kendte tilløb er Mardøla med den berømte Mardalsfossen.